# BMW R52
De BMW R 52 is een motorfiets van het merk BMW.
De R 52 werd in 1928 gepresenteerd als opvolger van de R 42. Opnieuw was de zijklepmotor vernieuwd. Tot dit moment hadden alle BMW motorfietsen "vierkante" motoren gehad, waarvan zowel de boring als de slag 68 mm bedroegen. De R 52 kreeg een langeslag motor (boring x slag = 63 x 78 mm). Dat had echter alles te maken met het "Baukastensystem" dat BMW toepaste. Men probeerde steeds dezelfde componenten voor verschillende motorfietsen toe te passen, en het blok met een slag van 78 mm werd ook gebruikt voor de nieuwe modellen die in hetzelfde jaar uitkwamen: de R 62 en R 63. Dit waren 750cc-machines waarvan zowel de boring als de slag 78 mm bedroegen. Zodoende konden alle motoren dezelfde krukas gebruiken, en hoefden alleen de zuigers en cilinders aangepast te worden.
Aan het rijwielgedeelte was niet veel gewijzigd. De machine had nog een buisframe en een schommelvoorvork met bladvering. Wel was de voorrem 200 mm groter dan die van zijn voorgangers. De achterrem was een transmissierem: een uitwendige rem op een trommel die op de aandrijfas zat.
Tot 1936 zou BMW geen 500cc-modellen meer bouwen, waardoor de R 52 geen directe opvolger had. Het sportieve zustermodel van de R 52 was de R 57.

## Technische Gegevens
| Periode              | 1928-1929                               | 1928-1929                               | 1928-1929                               |
| Categorie            | Toermotorfiets                          | Toermotorfiets                          | Toermotorfiets                          |
| Motor                | M 57                                    | M 57                                    | M 57                                    |
| Motortype            | zijklepmotor                            | zijklepmotor                            | zijklepmotor                            |
| Bouwwijze            | langsgeplaatste tweecilinder boxermotor | langsgeplaatste tweecilinder boxermotor | langsgeplaatste tweecilinder boxermotor |
| boring               | 63 mm                                   | 63 mm                                   | 63 mm                                   |
| slag                 | 78 mm                                   | 78 mm                                   | 78 mm                                   |
| Cilinderinhoud       | 486 cc                                  | 486 cc                                  | 486 cc                                  |
| Compressieverhouding | 5:1                                     | 5:1                                     | 5:1                                     |
| Max. Vermogen        | 9 kW / 12 pk bij 3.400 tpm              |                                         |                                         |
| Topsnelheid          | 112 km/h                                | 112 km/h                                | 112 km/h                                |
| Aandrijving          | as                                      | as                                      | as                                      |
| Rijwielgedeelte      | dubbel wiegframe type F 56              | dubbel wiegframe type F 56              | dubbel wiegframe type F 56              |
| Drooggewicht         | 152 kg                                  | 152 kg                                  | 152 kg                                  |
| Max. totaalgewicht   | 210 kg                                  | 210 kg                                  | 210 kg                                  |
| Tankinhoud           | 12,5 ltr                                | 12,5 ltr                                | 12,5 ltr                                |
| Voorganger           | R 42                                    | R 42                                    | R 42                                    |
| Opvolger             | geen                                    | geen                                    | geen                                    |